# Musée des Beaux-Arts de Dijon
Het Musée des Beaux-Arts de Dijon of Museum voor Schone Kunsten van Dijon is een van de grootste musea van Frankrijk, gevestigd in de stad Dijon in het vroegere Paleis van de hertogen van Bourgondië, in het centrum van de stad.

## De collecties

### Praalgraven
Prominent aanwezig in het museum zijn de praalgraven van Filips de Stoute, Jan zonder Vrees en Margaretha van Beieren, oorspronkelijk opgesteld in Champmol, het mausoleum voor de Bourgondische hertogen.

### Egyptische antiquiteiten

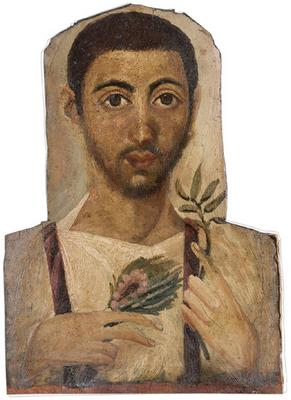
Portret van man met baard, schilderij op hout, 3e eeuw na Chr.

Het museum bezit ongeveer 1000 werken, waarvan er 340 tentoongesteld zijn. Ze houden alle verband met begrafenisrituelen. Het meest waardevol zijn de doodsmaskers uit de Romeinse periode en de 11 zogenaamde Fajoemportretten.

### De Kapittelzaal
De Kapittelzaal herbergt de resten van de Heilige Kapel en van de Orde van het Gulden Vlies, ingesteld door Philips de Goede in 1430.

### De erfenis van de Bourgondische staat
Het museum bezit ook een belangrijke collectie Primitieven, Vlaamse- la Nativité van Robert Campin -, Zwitserse en Duitse - L’Empereur Auguste et la Sibylle in Tibur van Konrad Witz -, en Italiaanse - de Triptiek van Ambrogio Lorenzetti. De collecties van het museum getuigen ook van de belangrijkheid van lokale kunstenaars en hun productie: de architect en houtbewerker Hugues Sambin (1520-1601) tijdens de Renaissance, de schilders Jean Tassel en Philippe Quantin (1600?-1636) en de beeldhouwer van de barok Jean Dubois in de 17e eeuw, de leden van de École de Dessin (Tekenschool) van Dijon - Naigeon, Gagneraux, Pierre-Paul Prud'hon rond de eeuwwisseling 18e - 19e eeuw, de beeldhouwers Emmanuel Frémiet 1824-1910) en François Rude (1784-1865) en de beroemde dierenbeeldhouwer François Pompon eind 19e - begin 20e eeuw.

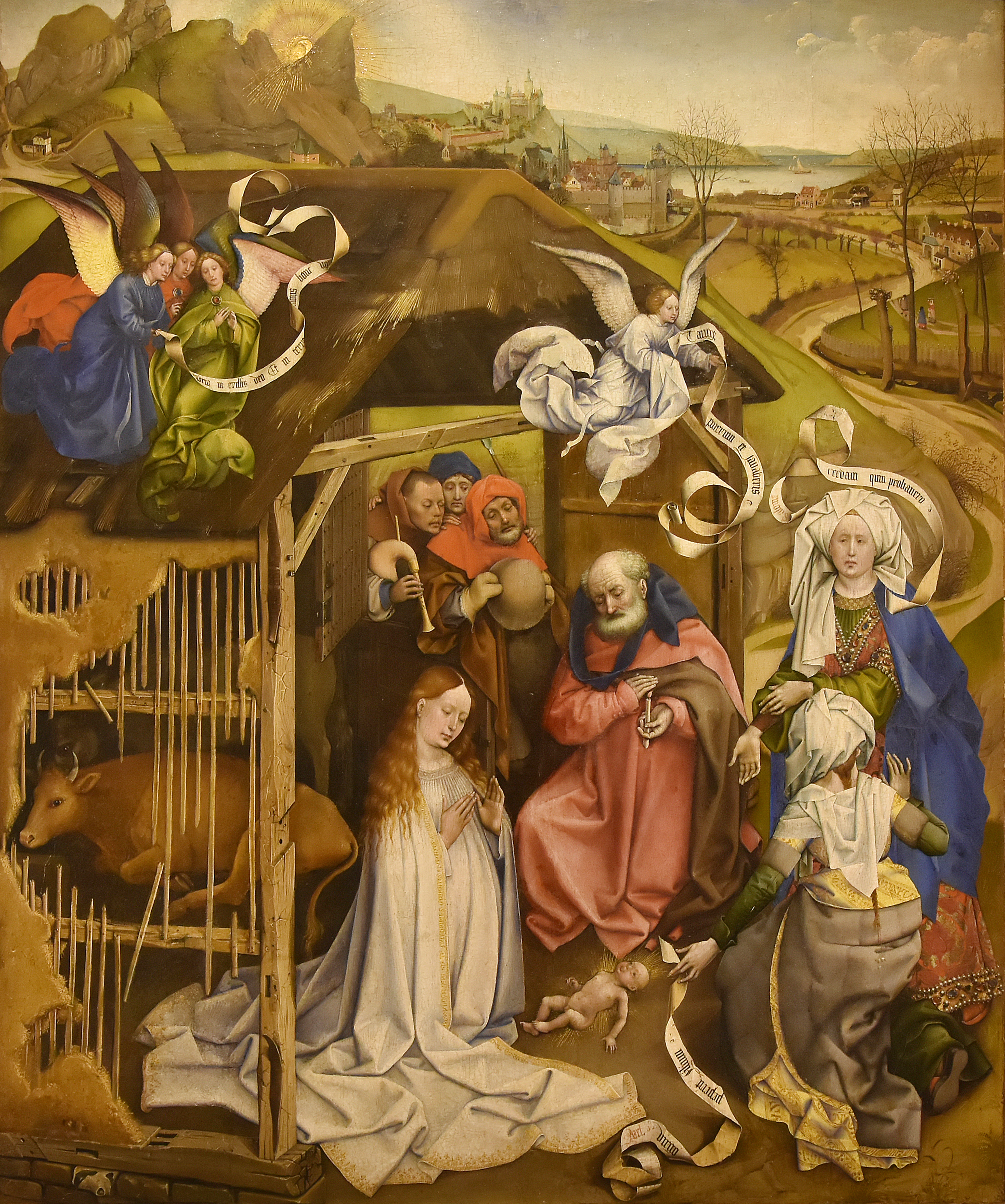
Robert Campin ook Meester van Flémalle genoemd, De Geboorte (1415-1430)
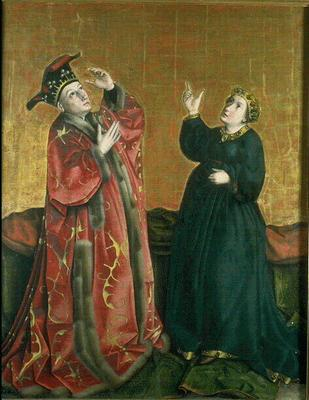
Konrad Witz Keizer Augustus en de sibylle van Tibur
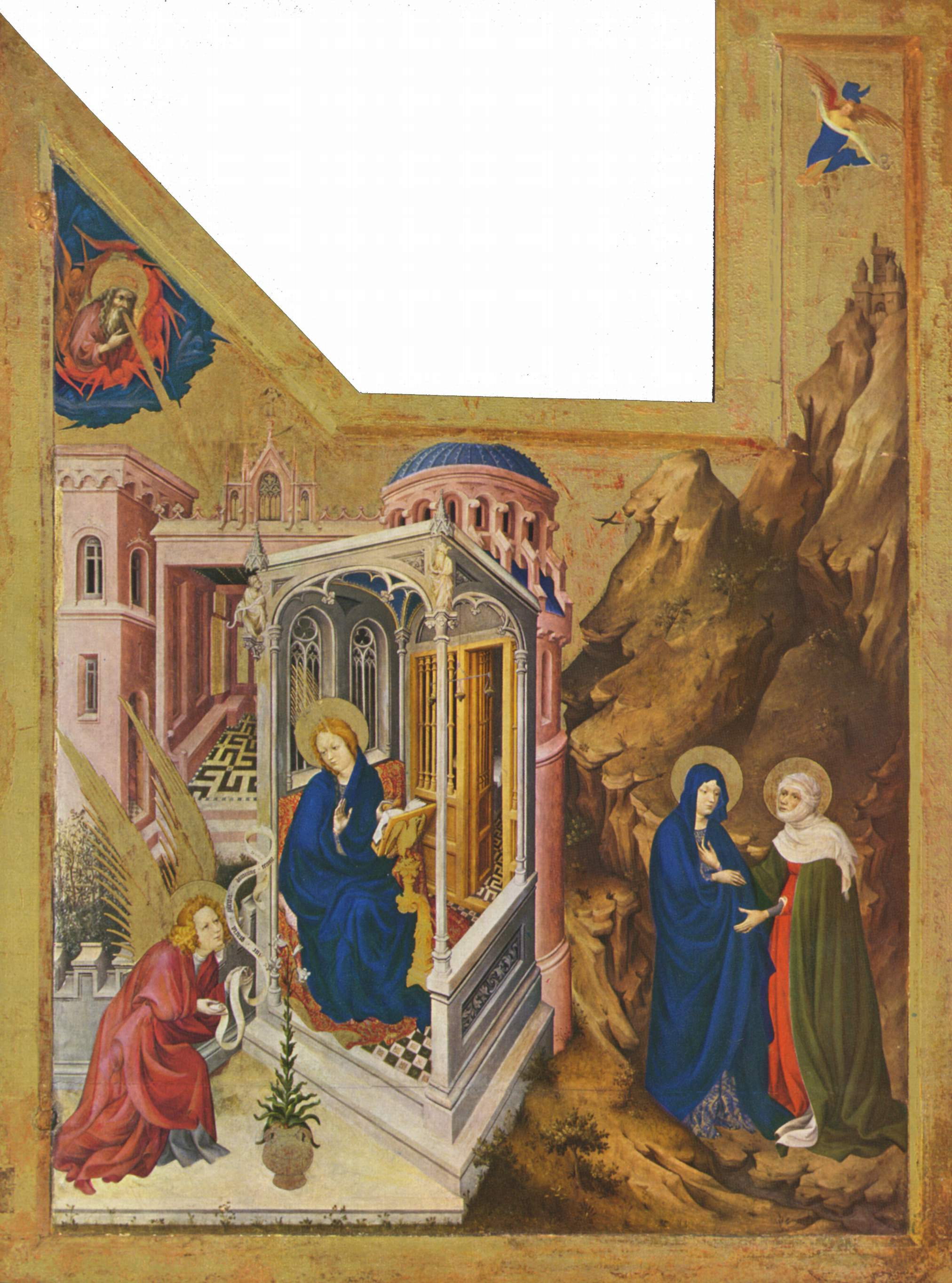
Melchior Broederlam, De Verkondiging (1398)
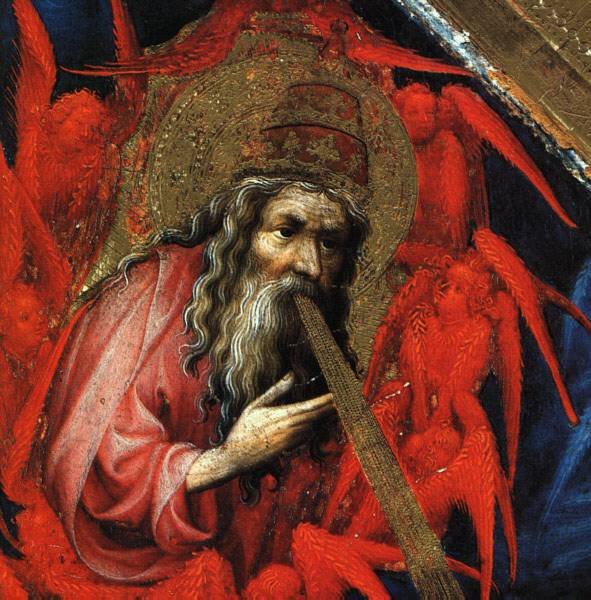
Melchior Broederlam, detail van het retabel van Jacob de Baerze (1394-1399)

### De schilderkunst tijdens de Renaissance (18e eeuw)
Lorenzo Lotto, Titiaan en Veronese vertegenwoordigen de Italiaanse renaissance, la Dame à sa toilette het raffinement van de École de Fontainebleau. Buitenlandse scholen van de 17e eeuw met bijvoorbeeld de Fluwelen Brueghel, Peter Paul Rubens, Guido Reni hangen naast de werken uit Parijs, waar ook aan het koninklijke hof schilders actief waren, Philippe de Champaigne, Eustache Le Sueur of Charles Le Brun, terwijl het doek Het uitblazen van de lamp van Georges de la Tour de invloed laat zien van het caravaggisme in het oosten van Frankrijk. In het contemporaine decor van de salon Gaulin, met zijn lambriseringen, illustreren de doeken de grote variëteit in stijlen: historische stukken (met Charles André van Loo, Gaspare Diziani, Pompeo Batoni, Giambattista Tiepolo), portretten (Jean-Marc Nattier, Jean-Baptiste Greuze), genrestukken (Colson), landschappen (Hubert Robert, Georges Lallemant, Francesco Guardi) en stillevens (Jean-Baptiste Oudry).

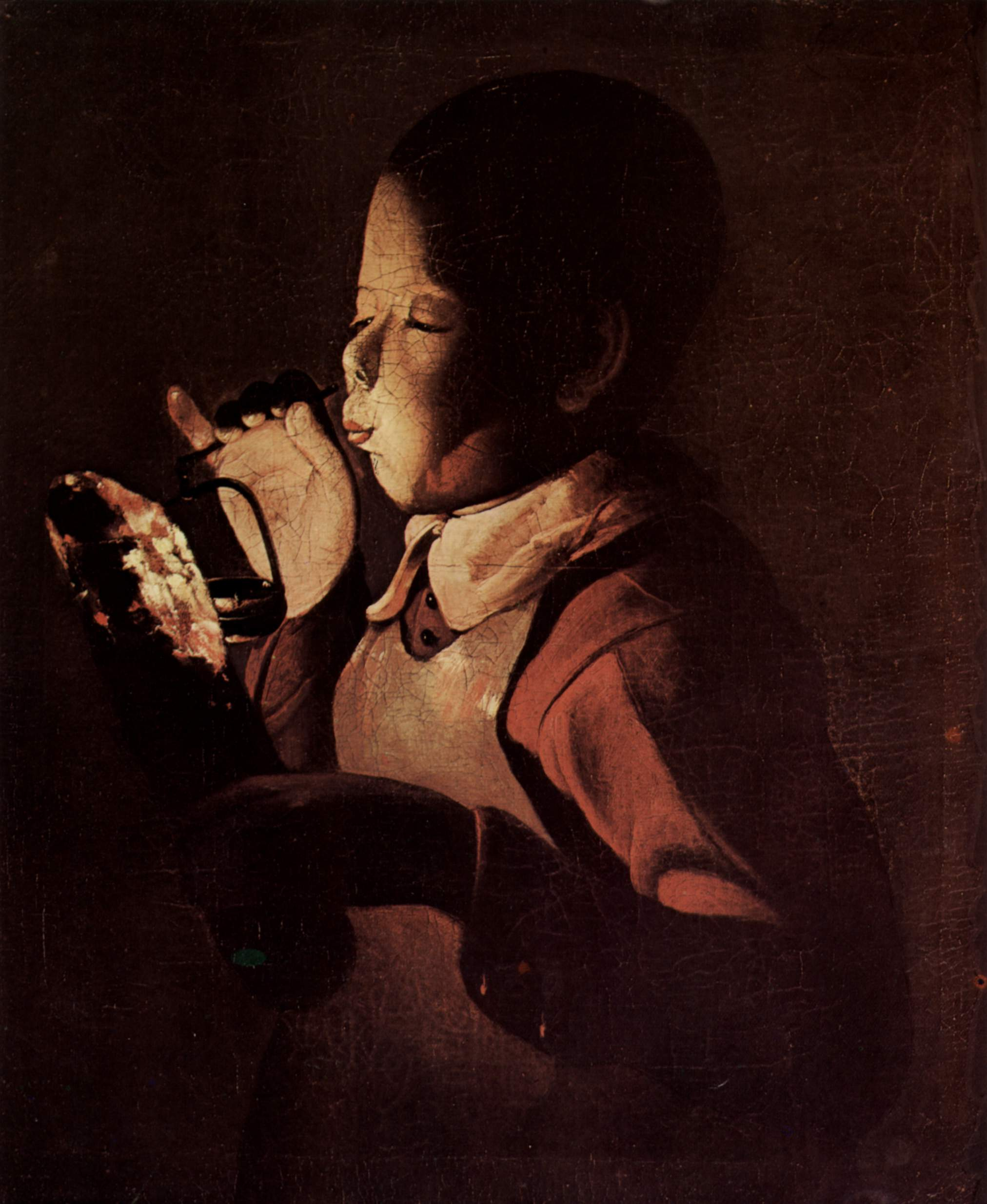
Georges de La Tour, Het uitblazen van de lamp (1649)
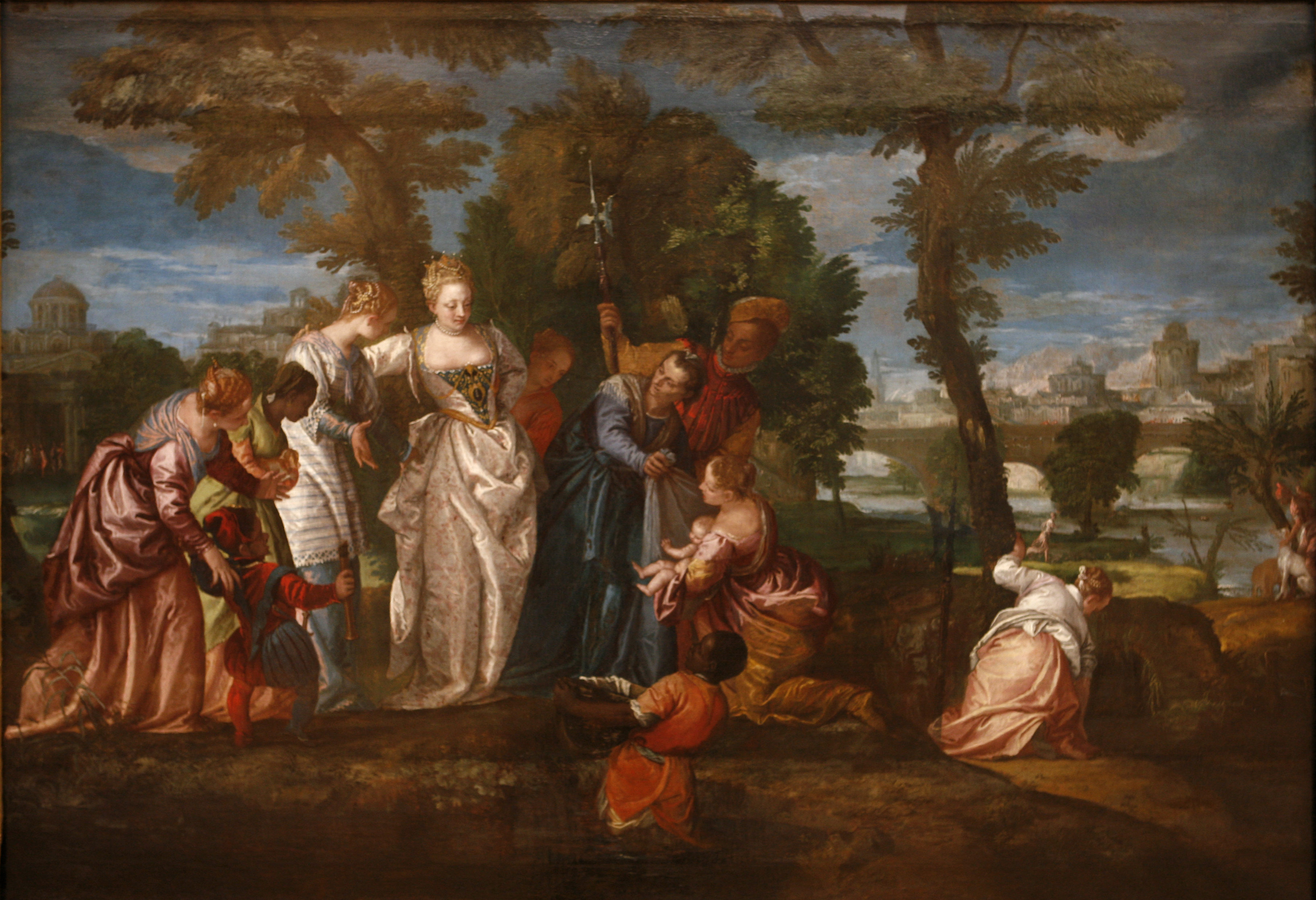
Paolo Veronese, De ontdekking van Mozes (1570-1575)
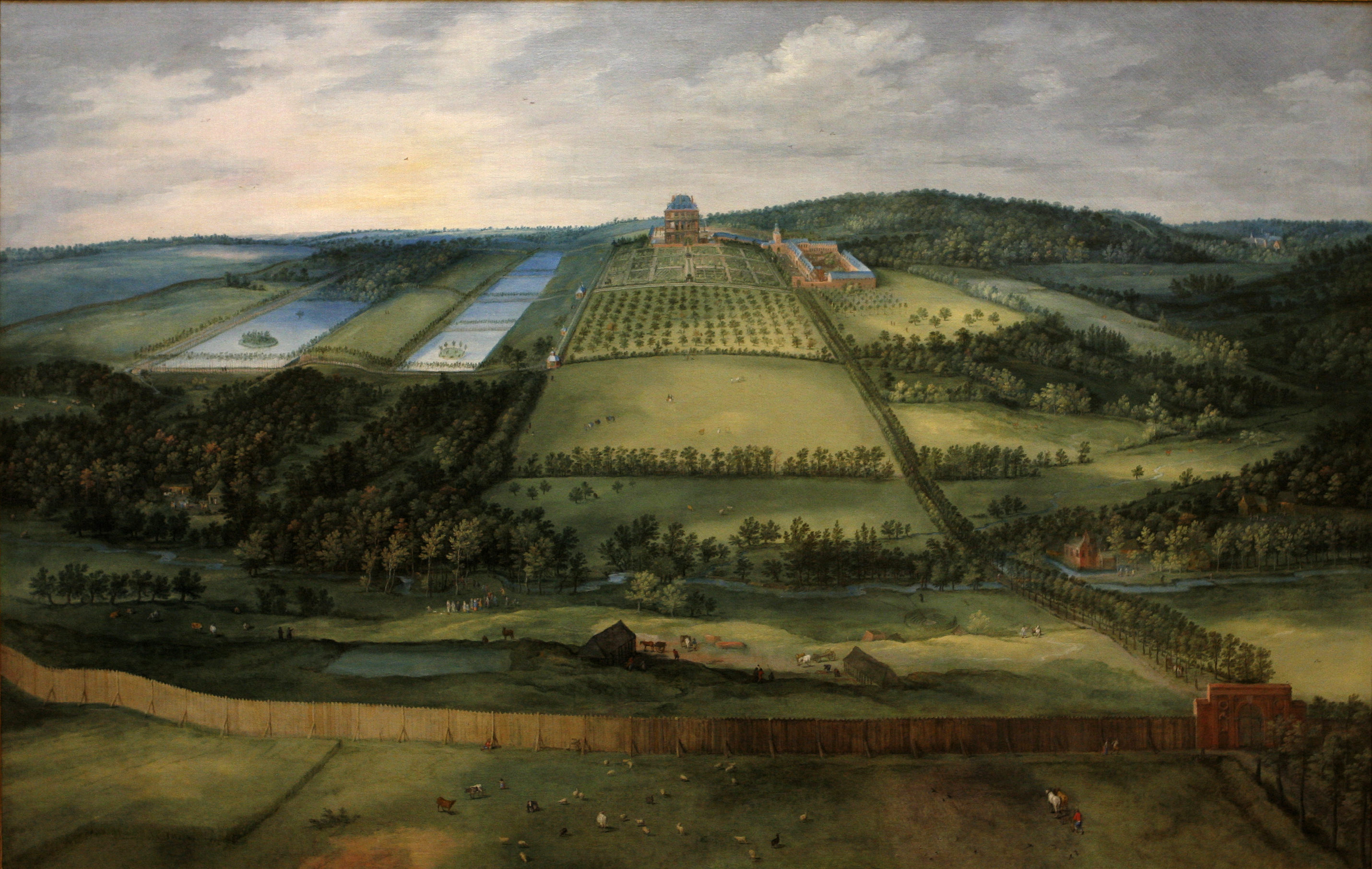
Jan Brueghel de Oude, Kasteel van Mariemont (1612)

### Kunst van de 19e eeuw
Naast een belangrijke verzameling beelden uit de 19e eeuw moeten de schilderijen genoemd worden van de romantici (Théodore Géricault, Prud’hon, Richard Parkes Bonington, Eugène Delacroix), Honoré Daumier, de realisten (Gustave Courbet), de officiële artiesten (William Bouguereau, James Tissot) en de onafhankelijken (Claude Monet, Édouard Manet, Alfred Sisley, Camille Pissarro, Henri-Edmond Cross) en de symbolist (Odilon Redon).

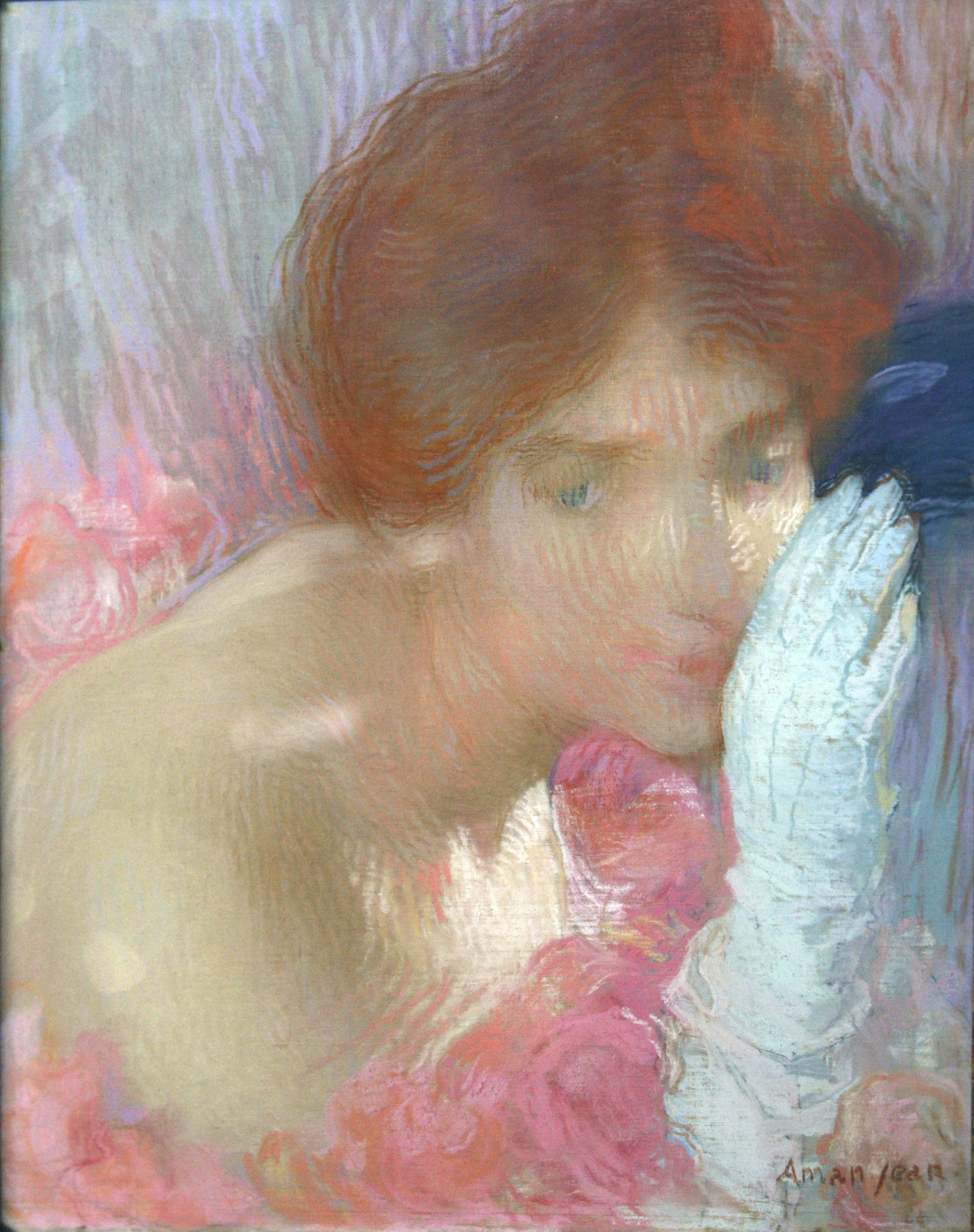
Edmond Aman-Jean, Dame met handschoen (1812)
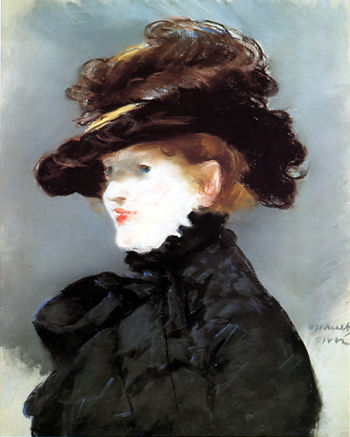
Édouard Manet, Méry Laurent met zwarte hoed (1882)
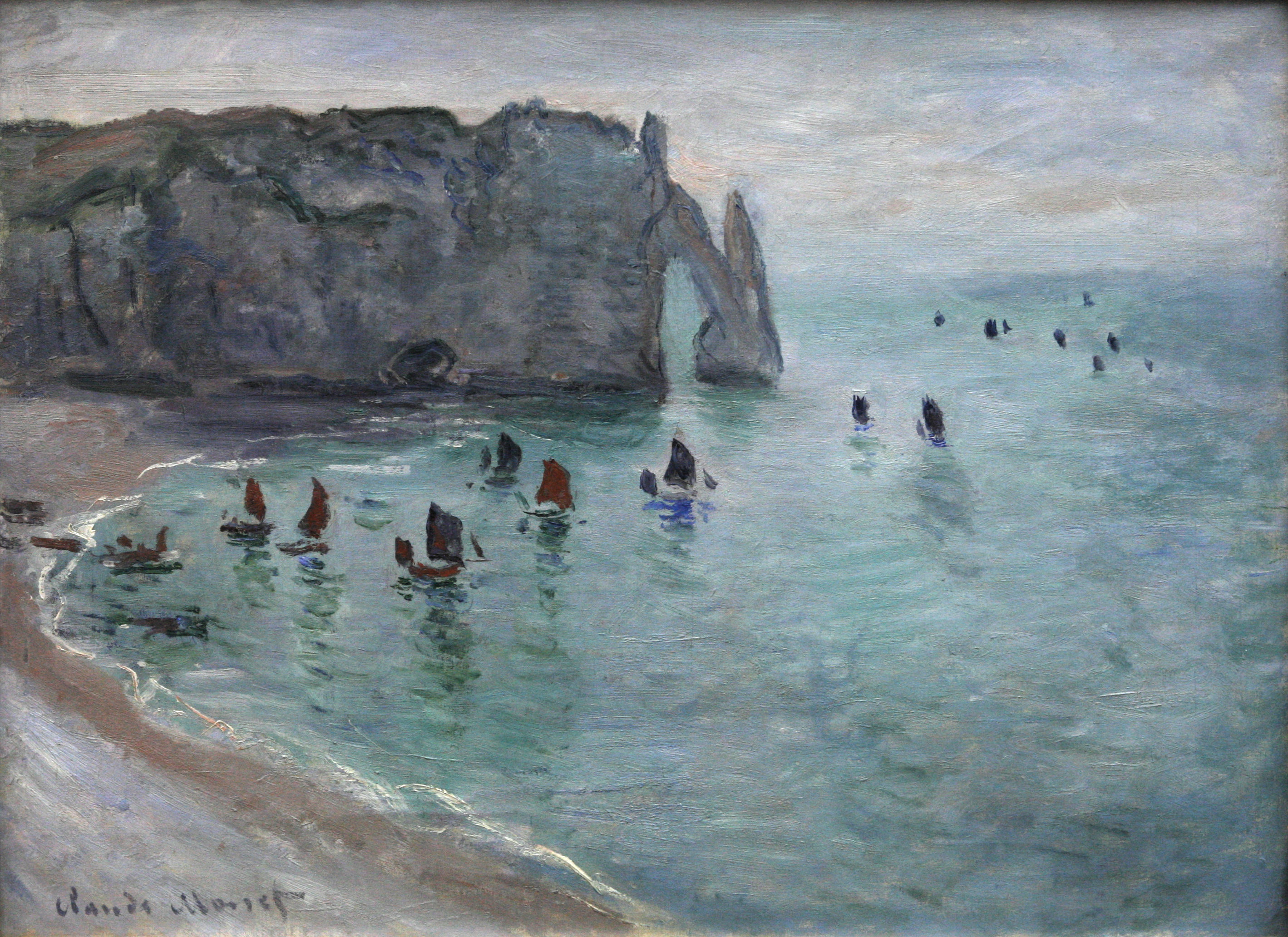
Claude Monet, Étretat, la porte d'Aval: uitvarende vissersschepen (1885)

### De moderne kunst
De sectie moderne kunst omvat onder andere doeken van kubisten (Georges Braque, Juan Gris), expressionisten (Rouault), en werken van de School van Parijs van de jaren 1950 - 1970 (Charles Lapicque, Jean Le Moal, Vieira da Silva, Nicolas de Staël, Jean Messagier, Étienne Hajdu, Véra Pagava, Alfred Manessier). Jean Manessier is met dertig werken zeer goed vertegenwoordigd.
De grootste verzameling beelden van de beroemde beeldhouwer François Pompon is hier te vinden.

### De grafische kunst
Deze afdeling bezit niet minder dan 10500 tekeningen en 60000 gravures, waardoor het een van de rijkste musea van Frankrijk is op dit gebied. Genoemd moet worden het werk van Nicolas Poussin, Antoine Watteau, Jean-Baptiste Greuze, Annibale Carrache, Le Guerchin, Rosalba Carriera, Théodore Géricault, Eugène Delacroix, Honoré Daumier, Jean-François Millet, Théodore Rousseau, Henri-Edmond Cross, Amedeo Modigliani, Jacques Villon, Nicolas de Staël...

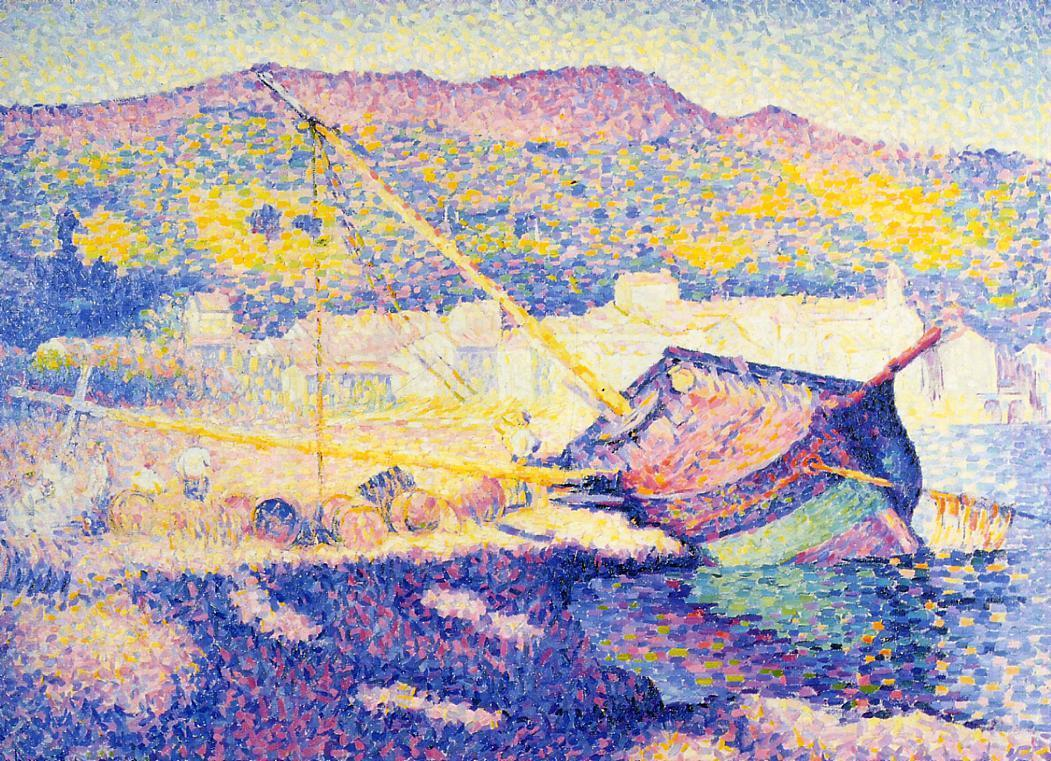
Henri-Edmond Cross, De bark (1899)

## Belangrijke werken
- Het Retabel van de Kruisiging van de beeldhouwer Jacob de Baerze en van de schilder en vergulder Melchior Broederlam, (1393-1399)
- Praalgraven van Filips de Stoute, Jan zonder Vrees en Margaretha van Beieren gezamenlijk werk van Jean de Marville, later Claus Sluter en Claus van de Werve zijn neef, (1410).[3]
- De Geboorte, van Robert Campin ook genoemd Meester van Flémalle, (ong. 1425)[4]
- Het kasteel van Mariemont van Jan Brueghel de Oude, (1612)
- Het uitblazen van de lamp van Georges de la Tour, (1640)
- Aan de bescherming van Minerva. De tolerante politiek van Jozef II ten gunste van de Encyclopedisten van Léonard Defrance ong.1781, olieverf op hout.
- Dromerij van Edmond Aman-Jean, (1809)
- Gezicht op de woklen van Odilon Redon, (1866)
- Méry Laurent met zwarte hoed (De Herfst) van Édouard Manet, (1882)
- Etretat, la Porte d'Aval: uitvarende vissersschepen van Claude Monet, (ong. 1885)
- Witte beer van François Pompon, (1922)[5]
- Henriette II van Henri Matisse, (1927)
- Serie De Voetballers van Nicolas de Staël, (1952)
- De witte stad van Nicolas de Staël, (1951)
- Mantes-la-Jolie van Nicolas de Staël, (1951)
- Gevecht in het duister / De Griekse tragedie van Jean Bazaine, (1974)
- Uitbarsting van Michel Biot, (1985)
- Zelfportret n°3 van Yan Pei Ming, (2000)

Een voortgangsexpositie maakt het de bezoekers van het museum mogelijk inzicht te krijgen van de invloed van beslissingen die de kunstenaar neemt naarmate zijn werk vordert.